# 릴 OSC
릴 올랭피크 스포르팅 클뤼브(프랑스어: Lille Olympique Sporting Club)는 릴의 위성도시 빌뇌브-다스크에 위치한 스타드 피에르 모루아 경기장을 근거로 하는 프랑스의 축구 클럽이다. 흔히 LOSC나 릴 OSC라고도 불린다. 현재 감독은 브루노 제네시오다.
릴은 올랭피크 릴루아와 SC 피브가 통합되며 창단되었다. 두 클럽 모두 프랑스 1부 리그 창단 팀이였고 릴루아는 리그 초대 우승팀이기도 했다. 릴 엠블럼을 단 이래로 1946년, 1954년, 2011년 등 세 차례 리그 우승과 쿠프 드 프랑스 6회 우승을 하였으며, 이는 4번째로 많은 기록이다. 릴과 레드 스타 FC는 쿠프 드 프랑스에 3연속으로 우승한 유일한 프랑스의 축구 팀이기도 하다. 릴의 가장 성공적인 시기는 조지 베리와 앙드레 슈바가 감독으로 있던 1946년부터 1956년까지다.
릴은 이웃한 RC 랑스와 오랜 경쟁 관계이다. 두 팀간에 벌어지는 경기를 더비 두 노르라고 부른다.

## 경기장

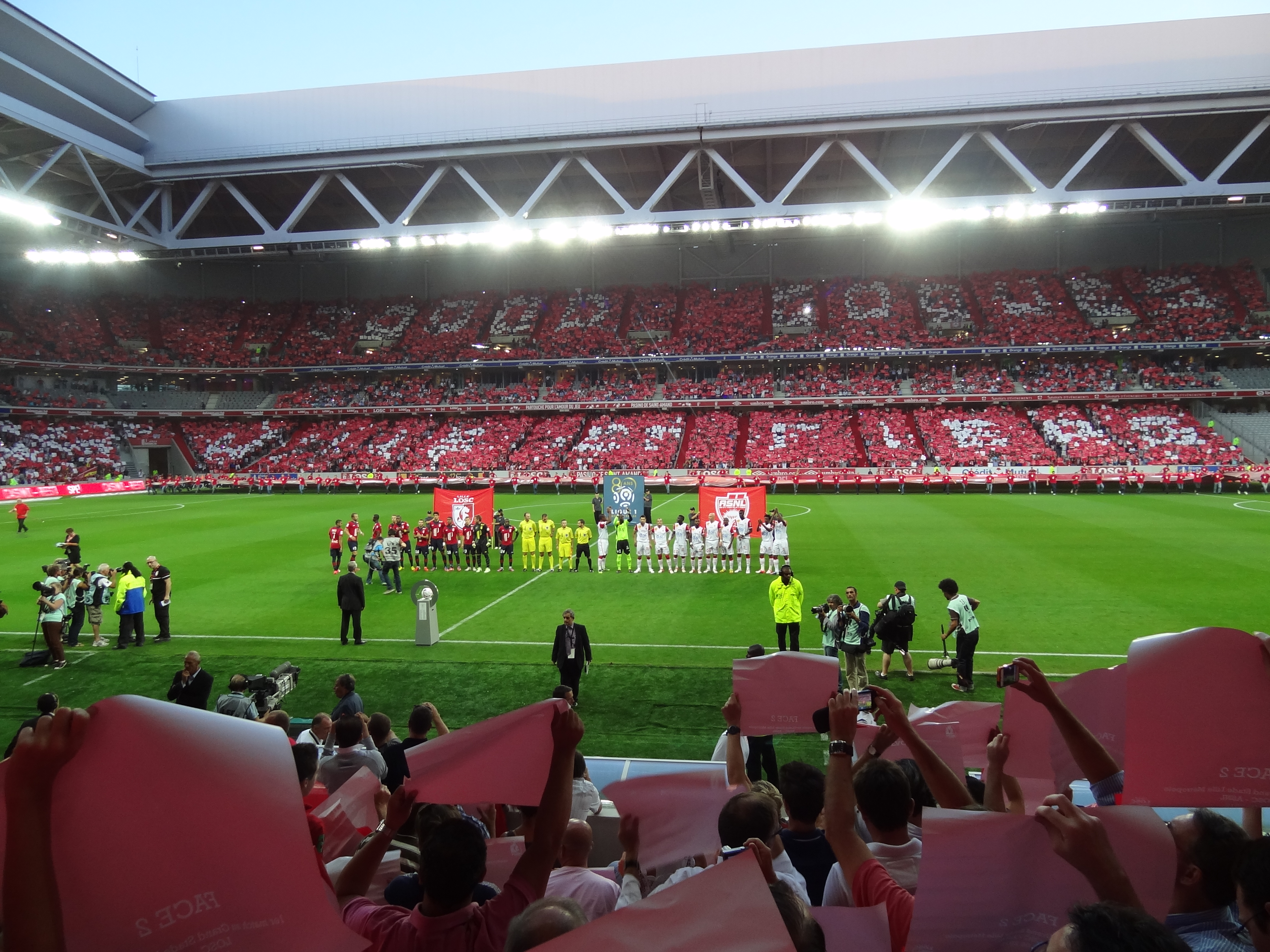
2012년에 스타드 피에르 모루아가 개장하고 처음 열린 경기의 모습

스타드 피에르 모루아는 2012년에 개장했으며 원래의 이름은 그랑 스타드 릴 메트로폴(Grand Stade Lille Métropole)이었다. 경기장은 5헥타르에 걸쳐 있으며, 천연 잔디 구장 3개와 인조 잔디 구장 1개를 갖추고 있으며, 의료 센터와 체육관을 포함한 여러 건물도 갖추고 있다.

## 라이벌
더비 두 노르(Derby Du Nord, 프랑스어 발음: [døbi du nɔʁ])는 릴과 RC 랑스가 다투는 더비 경기로 프랑스어로 "북부의 더비"를 의미한다.
릴은 노르주에 있고 랑스는 파드칼레주에 있으며, 두 팀이 모두 "프랑스의 위쪽'"이라는 뜻의 오드프랑스 광역주에 위치하고 있고 그중에서도 릴은 프랑스 최북단인 노르주의 주도이기 때문에 이 더비의 이름은 프랑스에서의 두 팀의 지리적 위치만을 지칭한다. 또한 이 이름은 노르주에 위치한 릴과 발랑시엔 FC간의 경기를 지칭하기도 하는데 역사적으로는 릴과 렌스의 경기를 지칭한다. 그로 인해 릴과 발랑시엔의 경기는 때때로 르 쁘띠 더비 두 노르(Le Petit Derby du Nord, 작은 북부의 더비)라고도 부른다.
두 팀은 릴이 전신인 올림피크 릴루아 엠블럼을 달고 경기를 하던 1937년에 처음 만났다. 두 팀의 거리는 고작 40km 밖에 떨어져 있지 않고, 양 팀의 서포터 간에 존재하는 사회, 문화적 차이로 인해 치열한 라이벌 관계가 전개됐다. 랑스는 노후화된 노동자층의 공업 도시로 알려져 있고 릴은 중산층의 현대적인 국제 중심 도시로 알려져 있기 때문에 더비 두 노르는 사회적, 경제적 차이에 기초를 두고 있다.
양 팀의 상대 전적은 2020-21 시즌까지 총 111경기를 가져 릴이 43승 34무 34패로 앞서 있다.

## 역대 성적

### 국내
- 리그 1
  - 우승 (4회): 1946, 1954, 2011, 2021
  - 준우승 (6회): 1948, 1949, 1950, 1951, 2005, 2019
- 리그 2
  - 우승 (4회): 1964, 1974, 1978, 2000
- 쿠페 드 프랑스
  - 우승 (6회): 1946, 1947, 1948, 1953, 1955, 2010
  - 준우승 (2회): 1945, 1949
- 트로페 데 샹피옹
  - 우승 (1회): 2021
  - 준우승 (2회): 1955, 2011

### 국제
- UEFA 인터토토컵
  - 우승 (1회): 2004
  - 준우승 (1회): 2002
- UEFA컵
  - 16강: 2002, 2005, 2006
- UEFA 챔피언스리그
  - 16강: 2007
- 라틴컵
  - 준우승(1회): 1951

## 선수 명단

### 현재 선수 명단
2025년 6월 15일 기준
참고: FIFA 자격 규정에 따라 소속된 국가대표팀 국기를 표시합니다. 선수는 복수의 FIFA 비회원국 국적을 가지고 있을 수 있습니다.
| 번호 | 포지션 | 국적 | 이름                |
| ---- | ------ | ---- | ------------------- |
| 4    | DF     |      | 알렉산드루          |
| 5    | DF     |      | 가브리엘 구드문드손 |
| 9    | FW     |      | 조너선 데이비드     |
| 10   | MF     |      | 레미 카벨라         |

| 번호 | 포지션 | 국적     | 이름                   |
| ---- | ------ | -------- | ---------------------- |
| 18   | DF     |          | 바포데 디아키테        |
| 20   | DF     |          | 미첼 바커르            |
| 21   | MF     |          | 뱅자맹 앙드레 (부주장) |
| 23   | MF     | 코소보   | 에돈 제그로바          |
| 24   | FW     | 잉글랜드 | 추바 아크폼            |
| 30   | GK     |          | 뤼카 셰발리에          |
| 31   | DF     |          | 이스마일리             |

### 임대 선수 명단
참고: FIFA 자격 규정에 따라 소속된 국가대표팀 국기를 표시합니다. 선수는 복수의 FIFA 비회원국 국적을 가지고 있을 수 있습니다.
| 번호 | 포지션 | 국적   | 이름                              |
| ---- | ------ | ------ | --------------------------------- |
| —    | DF     | 알제리 | 아킴 제다드카 (오세르로 임대)     |
| —    | MF     |        | 로코 아스코네 (노르셸란으로 임대) |

| 번호 | 포지션 | 국적     | 이름                                  |
| ---- | ------ | -------- | ------------------------------------- |
| —    | MF     | 튀르키예 | 유수프 야즈즈 (트라브존스포르로 임대) |

## 역대 감독
| 감독              | 임기        |
| ----------------- | ----------- |
| 브뤼노 메취       | 1992 ~ 1993 |
| 바히드 할릴호지치 | 1998 ~ 2002 |
| 에르베 르나르     | 2015        |
| 마르셀로 비엘사   | 2017        |
| 파울로 폰세카     | 2022 ~ 2024 |